# Тройницкий, Александр Григорьевич
Александр Григорьевич Тройницкий (1807—1871) — русский статистик, товарищ министра внутренних дел, член Государственного совета Российской империи. Тайный советник, почётный опекун.

## Биография
Александр Григорьевич Тройницкий принадлежал к дворянскому роду малороссийского происхождения, известного с начала XVIII века. Родился в Одессе 12 (24) марта 1807 года. Его отец Григорий Устинович Тройницкий (ок. 1774—1812) всю свою жизнь состоял на военной службе в рядах Ладожского пехотного полка, пройдя в нём путь от подпрапорщика (с 1793 года) до майора (с 1808 года). В начале Отечественной войны 1812 года он сражался с французами в корпусе генерала Н. Н. Раевского и умер от ран, полученных 11 июля в бою под Салтановкой. Мать А. Г. Тройницкого — Матрёна Фоминична, урождённая Волошина (1780-е — 1876, замужем с 28 января 1806 года), дочь капитана Елисаветградской инвалидной роты, прожила очень долгую жизнь, пережив сына и скончавшись в глубокой старости в имении Нагорное Кременчугского уезда Полтавской губернии. В семье родились ещё сыновья Алексей (1806?—?) и Николай (1811—1892).

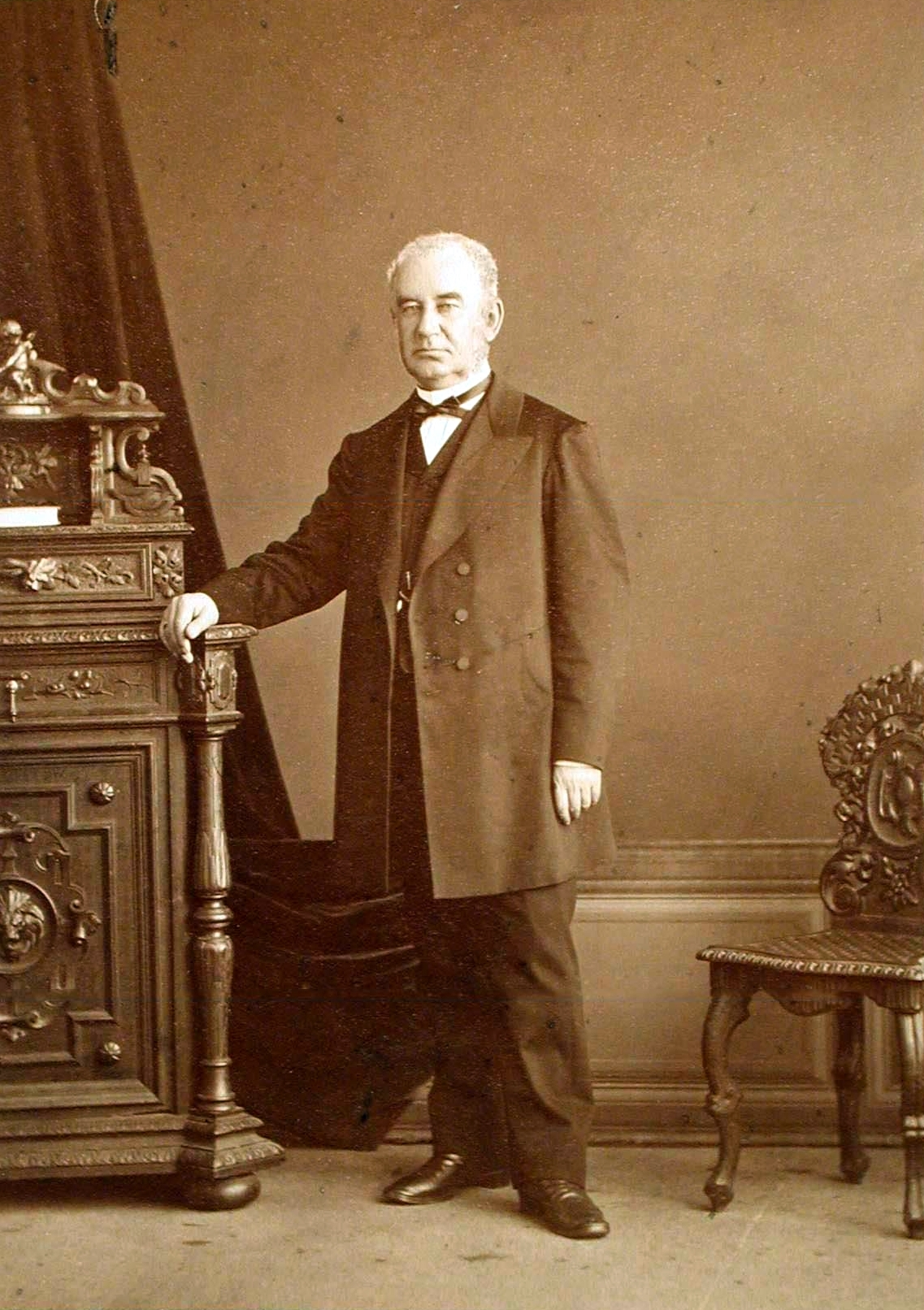
Александр Григорьевич Тройницкий

Образование получил в педагогическом институте при Ришельевском лицее, из которого был выпущен адъюнктом с чином IX класса в 1826 году (3-й выпуск). В 1829 году был приглашён преподавать историю и географию в Одесском институте благородных девиц, где потом был инспектором.
С конца 1820-х годов помещал статьи в местной газете. В 1834 году был назначен управляющим городской типографией и главным редактором «Одесского Вестника» и «Journal d’Odessa»; под его редакторством обе названные газеты привлекли новые силы и сделались более содержательными.
В 1857 году Тройницкий был назначен заведующим статистической частью в статистическом комитете и членом главного управления цензуры при Министерстве народного просвещения.
В 1858 году Тройницкий был назначен членом совета министра внутренних дел; с 1861 года — товарищем министра; в этом звании он оставался до 1867 года, когда был назначен членом Государственного совета. С 1862 года — сенатор. С 1868 года — управляющий петербургскими сиротскими заведениями, почётный опекун.
Умер в Санкт-Петербурге от холеры в день своего рождения — 12 (24) марта 1871 года. Похоронен на Волковском православном кладбище.

## Семья
Был дважды женат.

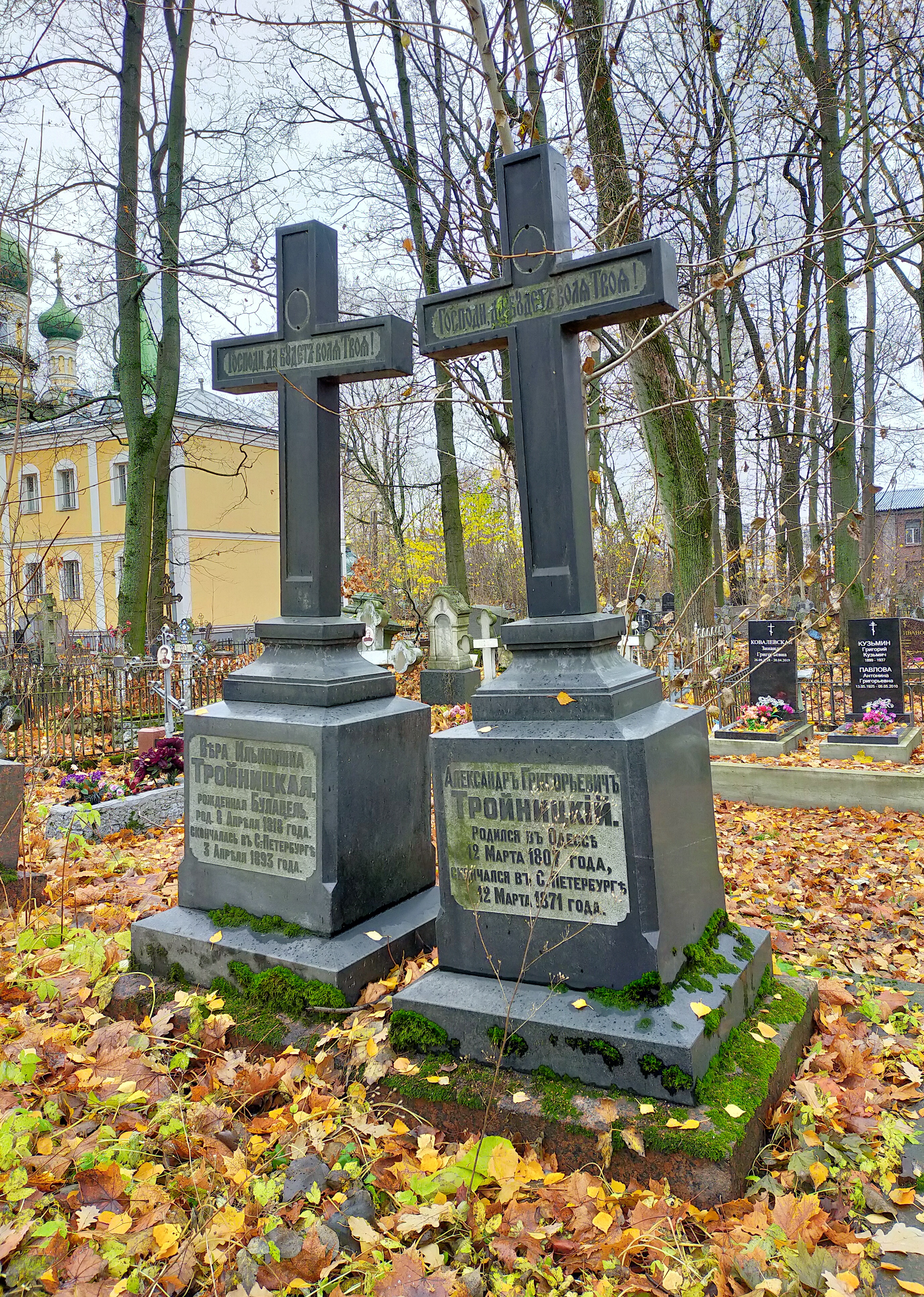
Могилы А. Г. Тройницкого и его второй супруги, Волковское православное кладбище

- Первая жена — Елизавета Павловна, урождённая Домбровская (1819—1839)
- Вторая жена — Вера Ильинична, урождённая Булацель (1817—1893); у них дети:
  - Сын — Николай (1842—1913) — Рязанский и Вятский губернатор, сенатор.
  - Сын — Григорий (1844—1914) — член совета министра государственных имуществ, сенатор.
  - Сын — Сергей (1846—1848)
  - Сын — Владимир (1847—1919) — Тобольский губернатор
  - Дочь — Мария (1856—1859).
- Брат — Алексей Григорьевич Тройницкий (1806—до 1813)[4]
- Брат — Николай Григорьевич Тройницкий (1811—1892), действительный статский советник, управляющий Одесской сухопутной таможней, затем управляющий Одесской конторой Государственного банка. Женат на Марии Григорьевне Красиковой (1826—1867), в браке с ней родилось 13 детей: Григорий (1847—1896), Александр (1848—?), Николай (1849—1881), Пётр (1850—после 1918), Ольга (1852—1920) замужем за М. И. Миклашевским, Сергей (1854—?), Мария (1856—1910?), София (1857—1936) замужем за С. Э. Зволянским, Анна (1859—1918), Вера (1861—?), Евстафий (умер в младенчестве), Надежда (умерла в младенчестве), Любовь (1864—?)[4].

## Награды

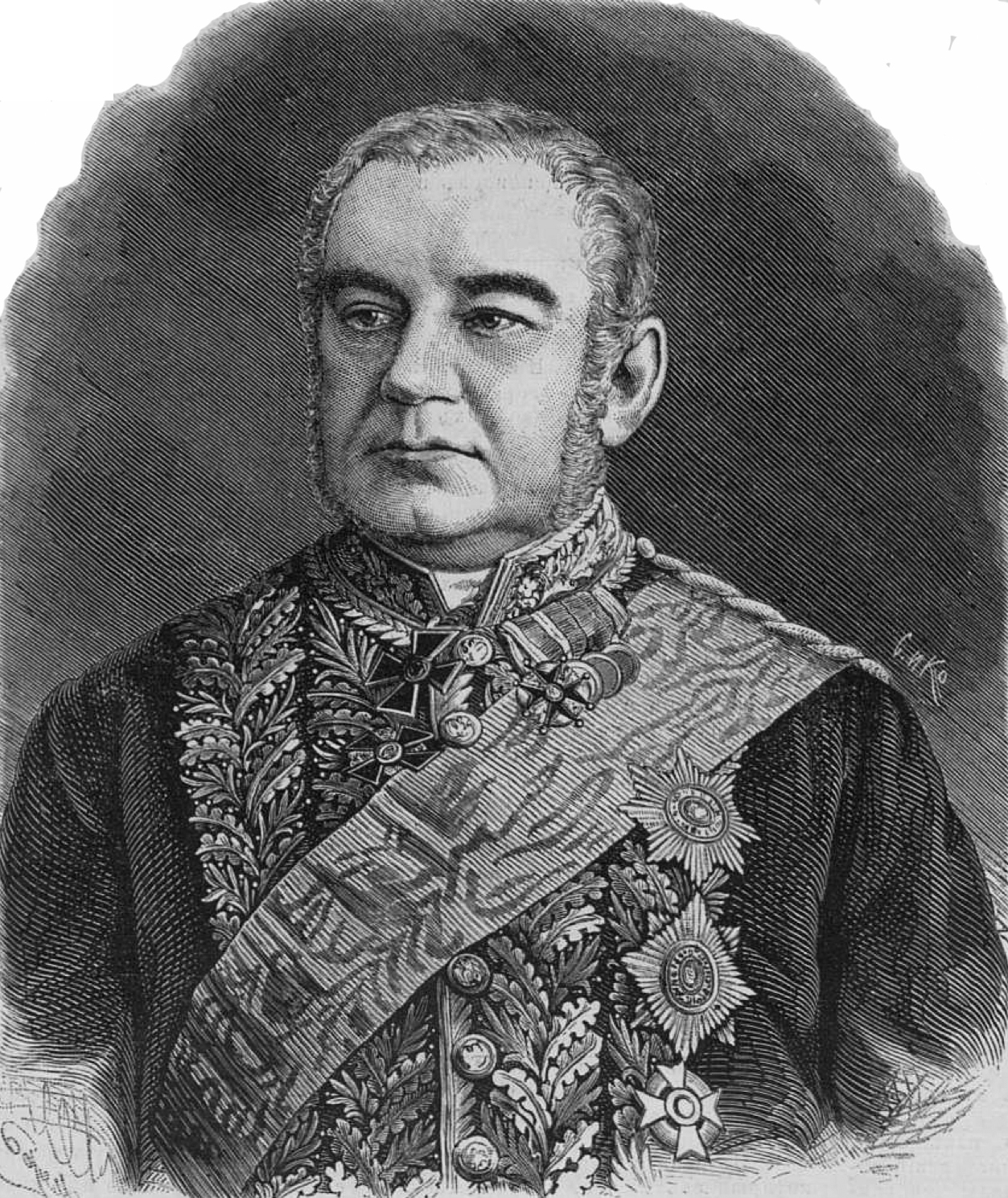
Гравюра Л. А. Серякова по рисунку П. Ф. Бореля с фотографии С. Л. Левицкого

За свою службу Александр Григорьевич был награждён следующими орденами.
- Орден Святого Станислава 2-й степени (21 октября 1844 года).
- Орден Святой Анны с императорской короной (11 ноября 1849 года).
- Орден Святого Владимира 3-й степени (31 июля 1853 года).
- Орден Святого Станислава 1-й степени (26 августа 1856 года).
- Орден Святой Анны 1-й степени (8 сентября 1859 года).
- Орден Святого Владимира 2-й степени (23 декабря 1861 года).
- Орден Белого орла (4 апреля 1865 года).
- Орден Святого Александра Невского (1 января 1870 года).

## Труды А. Г. Тройницкого
- «О числе крепостных людей в России» = О числѣ крепостных людей въ Россіи / [Соч.] А. Тройницкого, непрем. чл. Центр. стат. ком., зав. Стат. отд. — Санкт-Петербург: тип. М-ва вн. дел, 1858. — 38 с. Архивировано 27 сентября 2020 года.
- «Крепостное население в России по 10 народной переписи» : статистическое исследование А. Тройницкаго (Санкт-Петербург, 1861).